# Sea Monkeys
Sea Monkeys (en español, Monos marinos) es la marca comercial para la venta de artemias salinas como mascotas. Fue patentada por Harold von Braunhut. En general, se venden en peceras de plástico, las cuales incluyen un purificador de agua y comida. Son de tamaño muy reducido y pueden vivir varios en una misma pecera.

## Historia
Este crustáceo es una especie que entra en criptobiosis, un estado natural de animación suspendida, que se modifica para que puedan vivir durante un mayor tiempo hasta su venta al público. Pueden estar en este estado hasta por 2 años. Cuando son introducidos en agua que contiene los ingredientes para su supervivencia, abandonan este estado y emergen de sus quistes. A la variación genética de este, se le dio el término de Vida Instántanea para reflejar la eclosión instantánea que sucede cuando los quistes son añadidos al medio acuático.
En su origen las artemias salinas eran utilizadas como alimento para peces. Fue Harold von Braunhut, inventor estadounidense, quien empezó a comercializarlos como mascota, bajo el nombre inicial de Instant Life, (en castellano, "Vida instantánea"), para luego pasar al nombre actual, en mayo de 1962. Se utilizó una artemia modificada, llamada "Artemia NYOS" (NYOS por New York Ocean Science), la cual crecía a mayor velocidad y duraba más, una media de dos años. 
Este paquete de "vida instantánea" consistía en una cartulina impresa muy atractiva en donde venían tres sobres, una mini-cuchara y un catálogo, cubierto por un blíster plástico. El primer sobre tenía impreso un número 1 y era lo conocido como preparador de agua, y se explicaba que esto preparaba el medio ambiente ideal para los pequeños huéspedes. El segundo sobre marcado con el número 2 contenía lo llamado como plasma viviente donde se encontraban los huevecillos de la artemia en estado latente, en forma de polvo seco. El tercer y último sobre impreso con el número 3 era el alimento para las artemias.
Los Sea Monkeys se empezaron a vender en los Estados Unidos por Honey Toy Industries en 1960, cuando se lanzó el primer paquete, por 49 centavos de dólar, bajo una gran campaña de marketing, realizada a través de cómics y dibujos animados, que se enfocaba en conceptualizar el producto como una mascota "inteligente", se incluía un catálogo de accesorios y estanques especiales, como por ejemplo un estanque de parque de diversiones que tenía una montaña rusa, una rueda de la fortuna, entre otros accesorios, donde los Sea Monkeys podían "divertirse". Otro accesorio curioso era la pista "Derby" en la cual los Sea Monkeys fungían como caballos de carrera y competían entre sí. El auge de este producto se vivió a mediados de la década de 1980.
Otras empresas han distribuido mascotas del tipo de Sea Monkeys, entre ellas Wham-O, y The Swarm, un producto de la fórmula del Dr. Jordan. A finales de 1970 y a principios de 1980, se vendieron bolsitas de Sea Monsters en las máquinas de chicles de 25 centavos en los supermercados A&P.[cita requerida]
Más recientemente, la empresa australiana Little Aussie Products, ha comercializado "Itsy Bitsy Sea Dragons", con otros tipos de artemia y otras criaturas para que convivan con los Sea Monkeys.[cita requerida]

## Cultura popular
- The Amazing Live Sea Monkeys fue una serie de televisión de 1992 que trataba de un profesor (Howie Mandel) quien accidentalmente trajo a tres monos marinos a convivir en sociedad con los humanos. Los monos de mar de tamaño humano aparecieron como lo hacían en muchos anuncios repletos de colores mostrándolos con características antropomórficas que no tienen nada que ver con las artemias marinas reales.

- En el episodio de South Park "Simpsons Already Did It" se parodia este producto (Con el nombre de "Gente de mar") cuando Cartman lo compra de una revista, esperando que cobren vida como una civilización inteligente.

- En la película Frankenweenie se parodia a los sea monkeys cuando un compañero de la clase de Víctor los quiere utilizar para su proyecto científico y los revive con electricidad. Pero el resultado fueron diabólicos y ágiles seres que causaron estragos en la ciudad, similares a los monos terrestres, pero fueron eliminados con sal, dado que son de agua dulce.

- En la película The Secret Life of Pets se mencionan cuando Snowball le pregunta a uno en una pecera si lo que dijo era correcto y él le contestó que no era su culpa que no se pareciera al del anuncio.
- En un sketch de "Enrique el antiguo" del popular programa de TV argentino Poné a Francella, el personaje de Enrique posee uno de estos especímenes como mascota.